# Bruce Trail

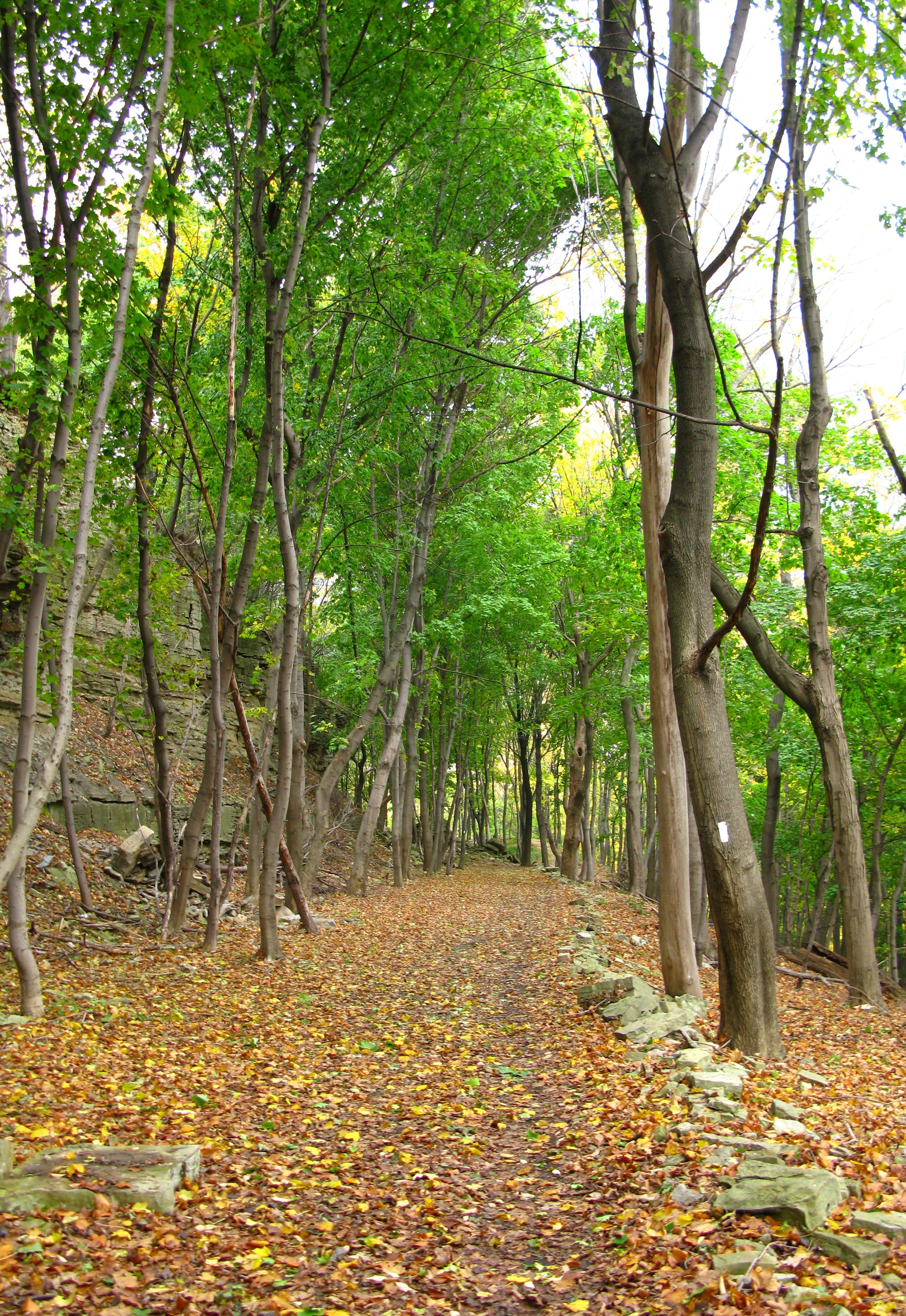
Bruce Trail w Hamilton (Ontario)

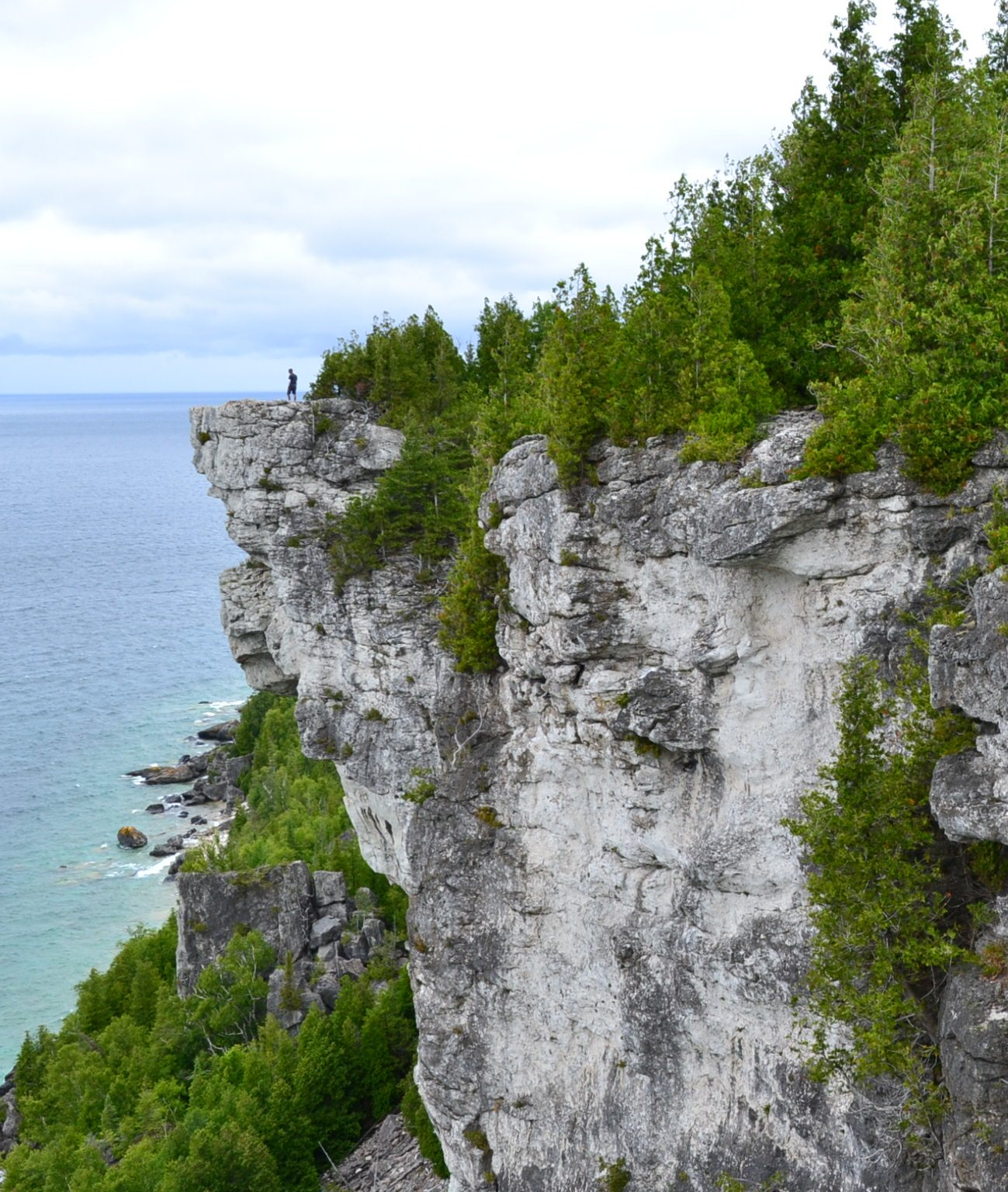
Widok ze szlaku Bruce’a na Zatokę Georgian i na "Lion’s Head" (Głowę Lwa)

Bruce Trail (pol. Szlak Bruce’a) – znakowany, pieszy szlak turystyczny w prowincji Ontario w Kanadzie, najdłuższy w tym państwie. Oprócz głównego ciągu, liczącego 895 km długości, posiada on ok. 440 km szlaków bocznych, wiodących do najciekawszych miejsc i obiektów w jego pobliżu.

## Historia
Idea Bruce Trail narodziła się w środowisku członków organizacji Federation of Ontario Naturalists w 1959 r. Wtedy to Ray Lowes rzucił pomysł wytyczenia szlaku turystycznego, biegnącego wzdłuż całej Kuesty Niagary w granicach prowincji Ontario. Pierwsze spotkanie komitetu organizacyjnego tego przedsięwzięcia (Bruce Trail Committee) miało miejsce 23 września 1960 r. Oprócz R. Lowesa uczestniczyli w nim Philip Gosling, Norman Pearson oraz Robert McLaren. 13 marca 1963 r. zostało zarejestrowane Bruce Trail Association. W ciągu tego samego roku 1963 powstało 9 klubów regionalnych w miejscowościach położonych wzdłuż szlaku, liczących łącznie ok. 200 członków. Każdy klub był odpowiedzialny za uzyskanie zgody właścicieli (publicznych i prywatnych) na wytyczenie szlaku na ich terenach, zdobycie środków na jego budowę i zorganizowanie prac (w większości w ramach społecznej działalności ochotników).
Od 2007 r. dawne Bruce Trail Association działa pod nazwą Bruce Trail Conservancy (BTC). Istniejące 9 klubów opiekuje się poszczególnymi odcinkami szlaku:
- Niagara BTC – od Queenston do Grimsby;
- Iroquoia BTC – od Grimsby do Kelso;
- Toronto BTC – od Kelso do Cheltenham;
- Caledon BTC – od Cheltenham do Mono Centre;
- Dufferin Hi-Land BTC – od Mono Centre do Lavender;
- Blue Mountains BTC – od Lavender do Craigleith;
- Beaver Valley BTC – od Craigleith do Blantyre;
- Sydenham BTC – od Blantyre do Wiarton;
- Peninsula BTC – od Wiarton do Tobermory.

## Nazwa
Nazwa szlaku pochodzi stąd, że jego znaczna część biegnie przez Hrabstwo Bruce, a w jego granicach – wzdłuż całego Półwyspu Bruce’a. Wszystkie te nazwy upamiętniają Jamesa Bruce’a, 8. hrabiego Elgin, szóstego Gubernatora Generalnego Prowincji Kanada w latach 1847-1854.

## Przebieg szlaku

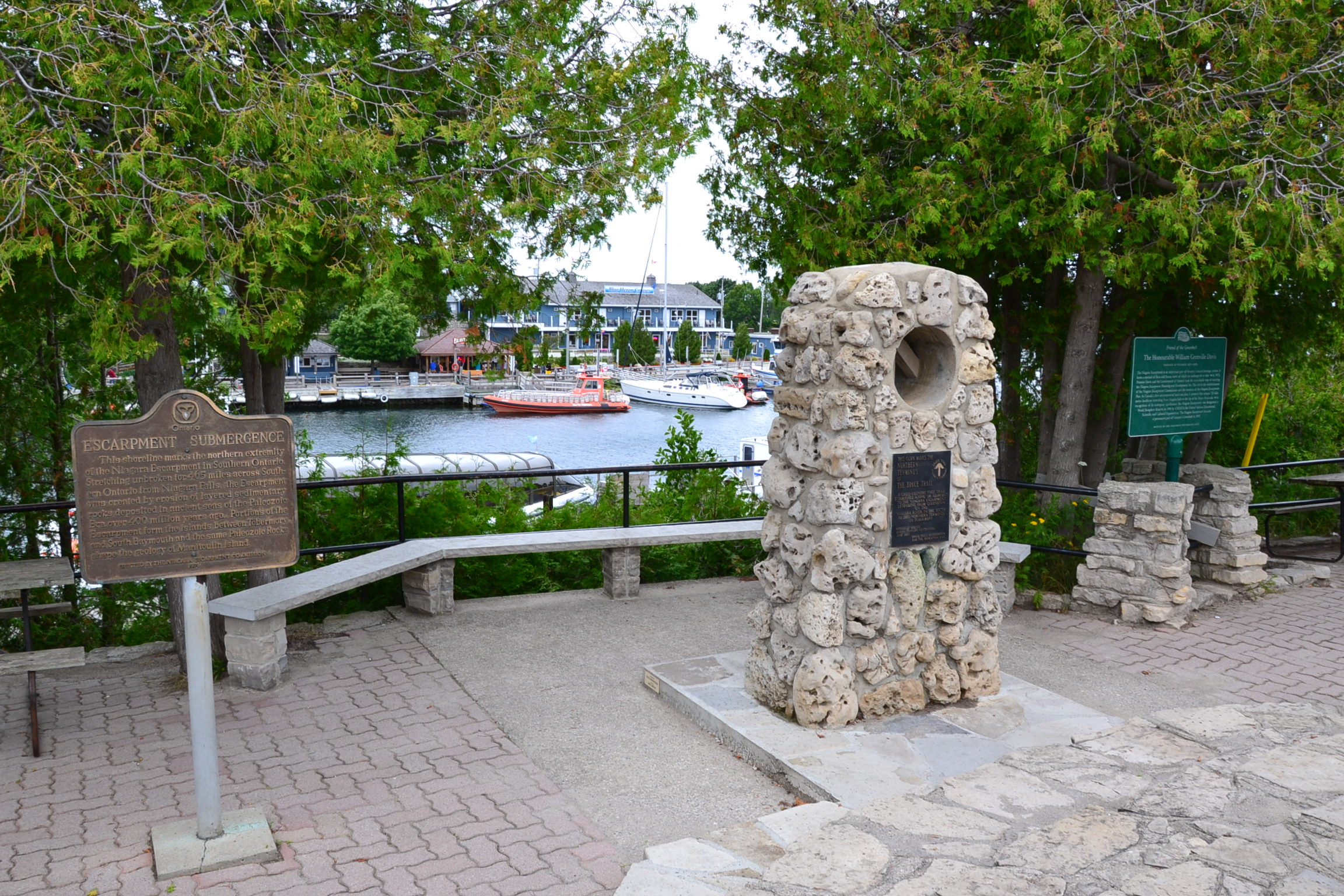
Obelisk wyznaczający północny koniec Szlaku Bruce’a w Tobermory

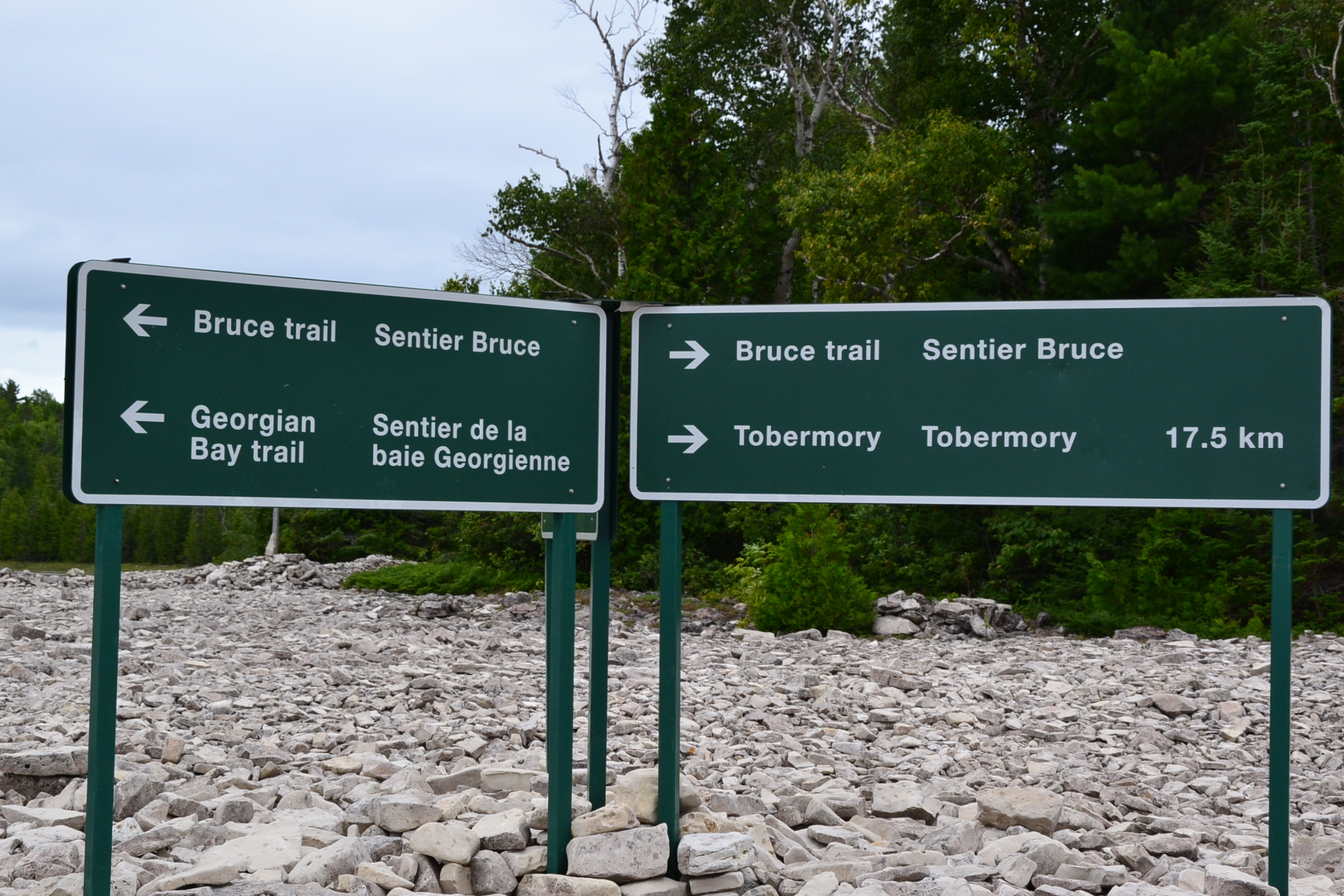
Drogowskazy na plaży Boulder Beach (Park Narodowy Bruce Peninsula)

Szlak biegnie przez tereny o zróżnicowanym statusie prawnym: będące własnością prowincji Ontario, poszczególnych gmin lub osób prywatnych, w tym także przez tereny chronione zarządzane przez prowincję lub lokalne władze. Część szlaku wiedzie przez tereny należące wprost do BTC.
Szlak zaczyna się na samym szczycie Kuesty Niagary w Queenston (dzielnica miasta Niagara-on-the-Lake), na zachodnim brzegu rzeki Niagara, u wylotu mostu Queenston-Lewiston Bridge prowadzącego na amerykańską stronę rzeki i ok. 11 km od słynnych wodospadów. Kamień, wyznaczający jego początek, znajduje się po wschodniej stronie parku Queenston Heigst Park, ok. 150 m od pomnika angielskiego generała Isaaca Brocka, bohatera wojny brytyjsko-amerykańskiej z 1812 r. – a dziś bohatera narodowego Kanady. Stąd szlak biegnie na zachód przez osiedla miasta St. Catharines u wylotu Kanału Wellandzkiego, a następnie przez region winiarski Short Hills Bench, znany z upraw rieslinga i produkcji wina lodowego. Za hutniczym Hamilton powoli skręca – wraz z przebiegiem Skarpy Niagary – ku północy. Biegnie przez kolejne jednostki administracyjne: Burlington, Milton, Halton Hills, a także Walters Falls ze znanym wodospadem na rzece Bighead River oraz Mono Cliffs Provincial Park. W portowym Owen Sound, słynnym dawniej ze swojej stoczni i elewatorów zbożowych, szlak dochodzi na brzeg wielkiej zatoki jeziora Huron – Georgian Bay. Stąd wiedzie generalnie wzdłuż wysokiego, klifowego brzegu wspomnianej zatoki w głąb Półwyspu Bruce’a. Biegnie m.in. przez Wiarton (słynne z kanadyjskiej wersji obchodów Dnia Świstaka) i Lion’s Head, znane z utworu skalnego w formie głowy lwa. Następnie wiedzie przez tereny Parku Narodowego Bruce Peninsula z kolejnymi interesującymi formacjami skalnymi w urwiskach Kuesty Niagary, by ostatecznie dotrzeć na północny cypel Półwyspu Bruce’a w miasteczku Tobermory. Tu, już na terenie kolejnego parku – Fathom Five – szlak mija Visitors Centre – ośrodek administracyjno-dydaktyczny obu wspomnianych parków. Przed jego budynkiem w oznaczonym miejscu znajdują się dwie płaskie płyty dolomitowe, pochodzące odpowiednio z południowego i północnego krańca szlaku. Stając na nich można w sposób symboliczny objąć jednym krokiem cały szlak. Szlak kończy się na samym brzegu kanału portowego w Tobermory. W roku obchodów Stulecia Kanady (1967) odsłonięto w tym miejscu pamiątkowy obelisk, wykonany z miejscowego dolomitu, wyznaczający północny koniec szlaku.

## Znakowanie i wyposażenie szlaku

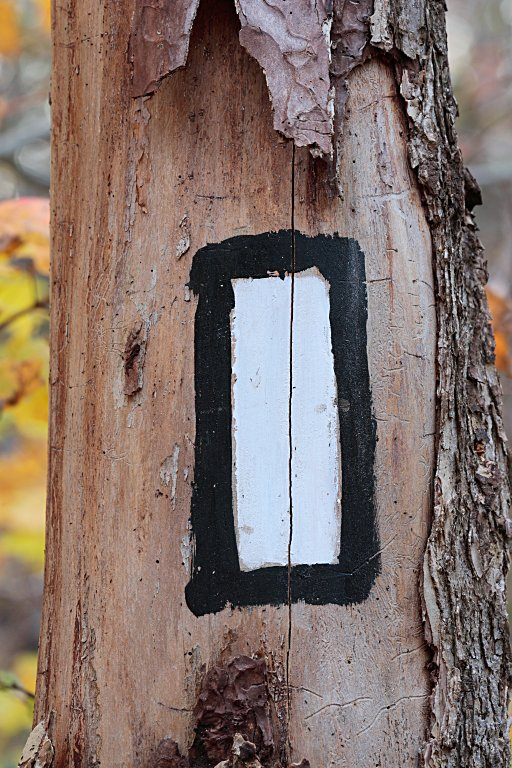
Typowy znak Szlaku Bruce’a

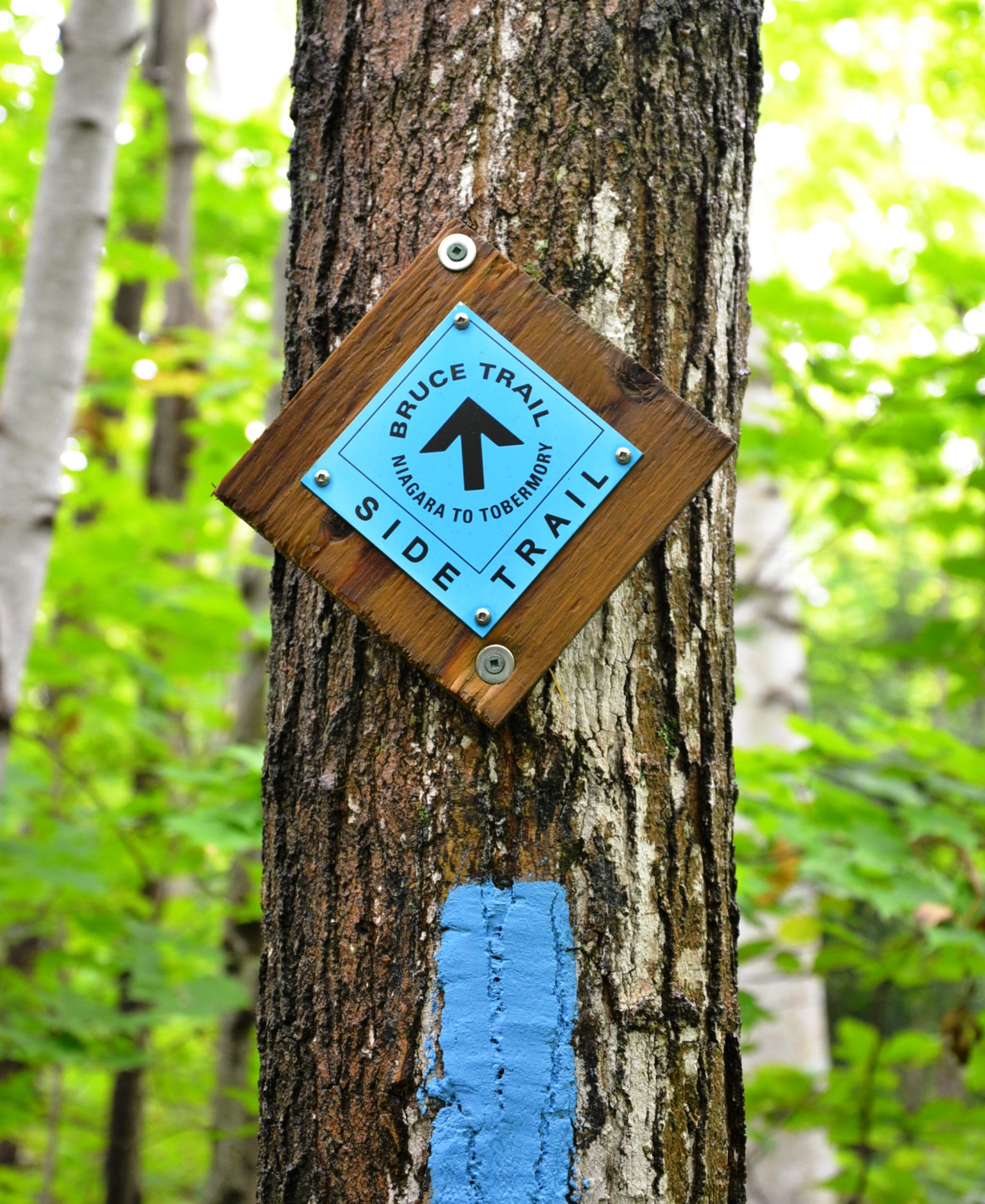
Bruce Trail – znakowanie szlaku bocznego w rejonie Lion’s Head

Dla szlaku opracowano specyficzny system znakowania pionowymi paskami białej barwy, malowanymi wprost na pniach drzew lub na skałach albo też na przybijanych do drzew deseczkach. Znakom towarzyszy z reguły charakterystyczne logo szlaku w formie rombu („przewróconego” kwadratu). Na trasie liczne są tablice z dodatkowymi informacjami krajoznawczymi i ostrzeżeniami dla turystów. Szlaki boczne znakowane są w podobny sposób kolorem niebieskim.

## Utrzymanie szlaku
Utrzymanie szlaku w stanie umożliwiającym bezpieczne poruszanie się nim spoczywa na barkach stowarzyszenia Bruce Trail Conservancy. Obecnie BTC co roku prowadzi remonty infrastruktury szlaku: mostków, drewnianych kładek na terenach podmokłych, schodków, poręczy, a także oznakowań i tablic informacyjnych. Znaczną część robót wykonują społecznie członkowie BTC oraz liczni woluntariusze. Środki niezbędne do zakupu sprzętu i materiałów, a także na różnego rodzaju programy promocyjne i edukacyjne pochodzą od różnych darczyńców personalnych i instytucjonalnych, w tym również od Rządu prowincji Ontario (za pośrednictwem organizacji Ontario Trillium Foundation).

## Przewodniki
Pierwszy przewodnik po Bruce Trail napisał w 1965 r. dr Aubrey Diem, geograf z University of Waterloo. Obecnie szeroką gamę materiałów informacyjnych oraz mapy poszczególnych odcinków szlaków oferują w sprzedaży kluby regionalne Bruce Trail Conservancy (wszystkie pozycje można zamawiać drogą internetową). BTC wydaje ponadto kwartalnik pn. „Bruce Trail Magazin”, rozchodzący się głównie wśród członków i sympatyków stowarzyszenia.